# باشگاه فوتبال اشکندیا
باشگاه فوتبال اشکندیا (مقدونی: [ФК Шкендија, FK Shkendija] Error: {{Lang}}: متن دارای نشانه‌گذاری ایتالیک است (راهنما)) یک باشگاه فوتبال مقدونیه‌ای است که در تتوفو پایه‌گذاری شده است.